# Ur lifvet III
Ur lifvet III är en novellsamling av Anne Charlotte Leffler, utgiven 1883 på Hæggströms boktryckeri och bokförlags AB. 1889 utgavs en fortsättning,  Ur lifvet III:II.

## Om boken
Ur lifvet III publicerades i december 1883.

## Innehåll
Samlingen innehåller totalt två noveller.
Kvinnlighet och erotik
Gusten får pastoratet
Novellen publicerades först i Svea folkkalender 1883. Den skildrar en till åren kommen moder, hennes tre döttrar och en son. De lever fattigt och deras enda förhoppning är att sonen vid 65 års ålder ska få ett efterlängtat pastorat med tillhörande prästgård. Så sker dock aldrig, men modern dör i en fantasi om den efterlängtande lyckan.

## Mottagande
Karl Warburg kallade Gusten får pastoratet för "litet mästerstycke af ädel, i bästa mening poesifyld trohet och kärlek tecknad, äkta observerad lifsbild". Kvinnlighet och erotik benämnde han som "psykologisk skildring" av en "okvinlig flicka". Han ansåg att det låg mycket finess bakom framställningen, men betvivlade att en kvinna kunde stålsätta sig mot den man hon älskar på det sätt som huvudpersonen i berättelsen gör.
Den konservative anmälaren Carl David af Wirsén var kritisk mot Kvinnlighet och erotik, men förklarade inte ytterligare varför. Han konstaterade dock att hemmet är kvinnans naturliga pliktområde och att hon inte ska ägna sig åt "onaturlig täfling med mannen".
Ellen Key menade att Kvinnlighet och erotik skildrar konflikten mellan å enda sidan kärlek och erotik inom äktenskapet och å andra sidan den moderna kvinnans vilja att inom äktenskapet bevara sin egen, utvecklade personlighet.
I Finsk Tidskrift berömde recensenten Gusten får pastoratet och menade att den innehöll en realism som var tröst- och hoppingivande.

### Fotnoter
1. 1 2  ”Ur lifvet”. Libris.kb.se. http://libris.kb.se/bib/650386. Läst 9 december 2012.
2. 1 2  Lauritzen 2012, s. 264
3. ↑  Lauritzen 2012, s. 264-265, 597
4. ↑  Lauritzen 2012, s. 264-265
5. 1 2  Lauritzen 2012, s. 265